# Regio TV Utrecht
Regio TV Utrecht is een regionale Utrechtse televisiezender verzorgd door het omroepbedrijf RTV Utrecht. De zender ging van start in 2000 en biedt nieuws uit vooral de provincie Utrecht.

## Enkele programma's
- 1001 Utrechters
- Bureau Hengeveld
- Club Overkoken
- De Bus
- De Heer van Amstel
- De Utrechtse Schatkamer
- Dierenpark en Zoo
- Doe je ding
- ETV.nl
- LAVA (gestopt)
- Nachtegaal en Zonen
- Namen & Rugnummers
- RegioNED
- U Vandaag
- Uit in Utrecht
- Utrecht aan Zee
- Utrecht Buiten
- Vitamine U
- Westbroek!
- Zomer op Dennendal